# Sellasie
Sellasie (en grec ancien : Σελλασία, Sellasia) est une ancienne cité grecque de Laconie, située entre Tégée et Argos.
Elle contrôlait l'entrée de la Laconie par le nord et constituait donc une importante position défensive de Sparte. En -370, elle est dévastée par Épaminondas. En -222, elle est le siège de la bataille de Sellasie entre les forces macédoniennes d'Antigone III Doson et les forces spartiates de Cléomène III, à la suite de laquelle la ville est de nouveau détruite.